# Gerhard Salzer
Gerhard Salzer (auch Gert Salzer genannt; * 6. April 1912 in Frankfurt am Main; † 15. Mai 1989) war ein deutscher Ingenieur und Politiker (FDP) und Abgeordneter des Hessischen Landtags.

## Leben und Beruf
Gerhard „Gert“ Salzer, Sohn von Martha Salzer, geborene Schmidt, und des Ingenieurs und Fabrikanten Paul Salzer, studierte nach dem Abitur an der TH Darmstadt Maschinenbau und schloss das Studium als Diplomingenieur ab. Von 1945 bis 1975 war er als Fabrikant und geschäftsführender Gesellschafter Teilhaber der Transportanlagenfabrik Stöhr Förderanlagen Salzer GmbH in Offenbach am Main. Von 1955 bis 1975 wirkte er als Vorsitzender der Fachgemeinschaft Fördertechnik (VDMA). 1967 publizierte unter anderem die zweibändige Schrift Stetigförderer. Er war zudem als Sachverständiger für Fördertechnik tätig und lebte in Offenbach. 
Von 1974 bis 1981 war er zudem Handelsrichter am Landgericht Darmstadt.
Gerhard Salzer war evangelisch, ab 1938 verheiratet mit Marta Salzer, geborene Stahl, und hatte zwei Söhne (Jörg Joachim, geboren 1940, und Klaus Wolfgang).

## Politik
Im Jahr 1945 war Salzer Gründungsmitglied des Stadt- und Landkreisverbandes Offenbach der LDP. Von 1945 bis 1956 war er Vorsitzender des Stadtkreisverbandes Offenbach der LDP/FDP, später Ehrenvorsitzender.
Kommunalpolitisch war er als Stadtverordneter und Vorsitzender der FDP-Stadtverordnetenfraktion in Offenbach von 1948 bis 1964 aktiv.
Vom 9. Dezember 1949 bis zum 30. November 1950 war er als Nachrücker für Max Becker Mitglied des Hessischen Landtags.
Salzer gehörte von 1981 bis 1985 dem Stadtrat Offenbachs an.

## Ehrungen
Gerhard Salze war Rotarier, Ehrenpräsident der Fédération Européenne de la Manutention (FEM), ansässig in Paris und Zürich, und erhielt 1982 das Bundesverdienstkreuz Erster Klase.